# 萨顿氏菌属
萨顿氏菌属為心杆菌目心杆菌科的一属好氧或兼性厌氧发酵型革兰氏阴性杆菌。因为萨顿（Sutton）首先描述该菌种的特征，故使用他的名字命名该属细菌。
此属的模式种为产吲哚萨顿菌(Suttonella indologenes)。

## 下属物种
- 产吲哚萨顿菌 Suttonella indologenes (Snell and Lapage 1976) Dewhirst et al. 1990
- Suttonella ornithocola Foster et al. 2005